# Дёминский, Сергей Георгиевич
Дёминский Сергей Георгиевич (1912—2004) — архитектор, член Союза архитекторов СССР, художник-офортист, участник Великой Отечественной войны. В период с 1956 по 1973 — районный архитектор Тимирязевского района Москвы.

## Биография
Сергей Георгиевич Дёминский родился 16 июня 1912 года в деревне Пеньки Владимирской области. Учился в Судогодской средней школе. В 1929 году переехал в Москву и поступил на факультет гражданского строительства Московского политехникума, располагавшегося в Малом Харитоньевском переулке. Архитектурное проектирование в политехникуме возглявлял профессор Г. Б. Бархин, ассистировал ему сын, М. Г. Бархин. После окончания политехникума, 1933 по 1939 год учился в Московском архитектурном институте.
В 1940 году был призван в Красную Армию. В военкомате Сергей Дёминский познакомился с выпускниками МАРХИ Алексеем Рыбневым и Всеволодом Луневым, они подружились и попросились в одну часть. Служили в вместе сапёрном батальоне. После начала Великой Отечественной войны они были направлены по разным фронтам. 
Сергей Дёминский окончил школу младшего комсостава в Краснодаре. В 1942 году тяжело ранен в боях под Сталинградом. Перенёс несколько тяжелых операций и только благодаря мастерству советских хирургов не потерял ногу. В 1943 году был освобожден от службы в Армии и продолжил обучение. С 1944 по 1947 год учился в аспирантуре Академии архитектуры СССР на факультете архитектурного мастерства. После окончания аспирантуры работал в проектных организациях Москвы. С 1956 года работал районным архитектором Тимирязевского района Москвы. На протяжении 17 лет работал в мастерской № 7 управления «Моспроект-1», руководимой Д. И. Бурдиным и И. И. Ловейко.
В послевоенные годы активно участвовал в строительстве зданий по всей стране, одним из таких проектов в 1945—1948 годах стало сооружение совместно с своим другом, архитектором Лопяло Карлом Карловичем, дома отдыха «Днепрогэс» в Ялте.
9 мая 1980 года на территории локомотивного депо Лихоборы (Михалковская ул., 56) был открыт мемориал 18 железнодорожникам, павшим в годы войны. На обелиске, созданном по проекту архитектора С. Г. Дёминского и скульптора Д. А. Полякова, высечена надпись: «Слава воинам-героям локомотивного депо Лихоборы, павшим в боях за свободу и независимость нашей Родины в Великой Отечественной войне 1941—1945 гг.».
Мастер офорта. Неоднократно принимал учатстие в художественных выставках. Гравюра С. Г. Дёминского «Москва. Кремль» (1959) хранится в Музее Москвы.
Член Союза архитекторов СССР с 1944 года. Член КПСС с 1955 года. Архитектор С. Г. Дёминский в 1956—1974 годах неоднократно избирался депутатом Исполнительного комитета Октябрьского и Тимирязевского районов Москвы. Награжден семью медалями Советского Союза, знаком «За доблесть и отвагу в Великой Отечественной войне», Почетными грамотами Московского совета, ГлавАПУ, райкома КПСС, исполкома Тимирязевского районного совета и Всероссийского общества охраны памятников истории и культуры.
Оставил воспоминания о детских и юношеских годах во Владимирской области, а также воспоминания о Великой Отечественной войне — «Дороги судьбы», изданные издательским домом «Достоинство» в 2014 году. Был женат на художнице Луизе Яновне Дёминской, в этом браке родилась дочь — Любовь Сергеевна Дёминская, которая также стала художницей. Работы семьи находятся в частных коллекциях в России и за рубежом.

## Основные постройки и проекты
- Дом отдыха Днепростроя в Ялте на Пушкинской улице (совместно с архитектором К. К. Лопяло, 1945—1948)[4]
- Клуб для Ново-Тульского металлургического комбината с парком, летним театром-эстрадой, кафе и читальней (1947—1948)[4]
- Летний театр в Магнитогорске (1948)[4]
- Дворец пионеров в Нижнем Тагиле (1949)[4]
- Спальный корпус на 50 мест для ЦК профсоюза швейной промышленности в Ивантеевке (1950)[4]
- Санаторий в Макопсе (экспериментальный проект, 1951)[4]
- Жилой дом на Волоколамском шоссе, № 13 (1955—1957, в соавторстве с В. Ф. Скаржинским)[4][9]
- Жилые дома на Волоколамском шоссе, № 6 и № 10 (1956—1958, в соавторстве с В. Ф. Скаржинским)[10]
- Ансамбль из четырех-пятиэтажных типовых жилых домов (типовой проект с частичной переработкой первых этажей) на Красноармейской улице № 44-46, 48—50 (ныне № 20) в Москве (1954—1956)[4]
- Многоэтажный жилой дом в Амбулаторном переулке (1954—1956)[4]
- Жилой каркасно-панельный дом на 957 квартир в Москве (1953, совместно с архитекторами К. С. Алабяном и А. Г. Туркенидзе инженером А. И. Гохбаумом)[4]
- Проект планировки площади на развилке Ленинградского проспекта и Волоколамского шоссе (1953—1956, совместно с архитекторами К. С. Алабяном и Л. И. Баталовым)[4]
- Проектные предложения и руководство по застройке Тимирязевского района (1956—1973, в соавторстве)[4]
- Скульптурная композиция «Покорители высоты» на Бескудниковском бульваре в Москве (1973, совместно со скульптором Х. Б. Геворкяном)[4]
- Мемориал в честь героев Великой Отечественной войны в НАМИ на Автомоторной улице в Москве (1973, совместно со скульпторами B. B. Панферовым и Д. А. Поляковым)[4]
- Мемориал в честь героев Великой Отечественной войны в Лихоборском локомотивном депо (1978, совместно со скульптором Д. А. Поляковым)[4]
- Памятник Зое и Александру Космодемьянским (1981, совместно со скульптором С. А. Лоиком и архитектором и Ю. Ю. Успенским)[11].

## Публикации
- Дороги судьбы — автобиографические повести, М.: ИД «Достоинство», ISBN 978-5-904552-24-4, 2014